# La Course en tête
Pour plus de détails, voir Fiche technique et Distribution.
La Course en tête est un documentaire franco-belge réalisé par Joël Santoni, sorti en 1974.

## Synopsis
Portrait du champion cycliste Eddy Merckx.

## Fiche technique
- Titre : La Course en tête
- Réalisation : Joël Santoni
- Photographie : Walter Bal et Jacques Loiseleux
- Son : Claude Bertrand, Michel Laurent, Jean-Claude Laureux
- Montage : Thierry Derocles
- Musique : David Munrow
- Production : Vincent Malle Productions - International Commercial Promotion
- Pays de production :  France,  Belgique
- Genre : documentaire
- Durée : 110 minutes
- Date de sortie : juin 1974